# Martin Johs. Møller
Martin Johannes Møller (født 19. oktober 1982 i Odense) er en dansk forfatter og lydbogsindlæser.
Søn af skuespilleren og indlæser-kollegaen Troels Møller Pedersen.